# Modolești (Havasgáld község)
Modolești falu Romániában, Erdélyben, Fehér megyében. Közigazgatásilag Havasgáld községhez tartozik.
A Gáld-patak és Ghilcer-patak völgyében helyezkedik el. A Felsőgáldot Havasgálddal összekötő DJ 107K megyei út áthalad rajta.
1954-ig Havasgáld része volt. 1774-ben 30 család lakta. 1956-ban 328, 1966-ban 252, 1977-ben 234, 1992-ben 160, 2002-ben129 román lakosa volt.
A faluból a Havasgáldi-szoroshoz sárga kereszttel jelölt turistaút vezet.